# Sloane Square (stanice metra v Londýně)
Sloane Square je stanice metra v Londýně, otevřená v roce 1868. Nachází se na linkách :
- District Line a Circle Line, mezi stanicemi South Kensington a Victoria.

Ročně tato stanice odbaví cca 16,7 milionu cestujících.
Nad touto stanicí je most s korytem, kde teče řeka Westbourne.